# Les Ailes de l'aventure
Les Ailes de l'aventure est une émission de télévision jeunesse québécoise en 28 épisodes de 25 minutes diffusée entre le 29 juin 1956 et le 11 octobre 1957 à la Télévision de Radio-Canada.

## Fiche technique
- Scénarisation : Jean Laforest
- Réalisation : René Boissay et Pierre Desroches
- Société de production : Société Radio-Canada

## Distribution
- Gil Laroche : animateur
- Guy Bélanger
- Mine Caron
- Gilbert Comtois
- Yvon Dufour
- Gabriel Gascon
- Paul Gauthier
- Bernard Laplante
- François Lavigne
- Albert Millar
- Gérard Poirier
- Philippe Robert